# Germanos Konstantinopolský
Svatý Germanos I. (též Germán I.) Konstantinopolský (633/640 – 733/740) byl konstantinopolským patriarchou v letech 715 až 730. Proslul především svým pevným postojem v otázce uctívaní svatých ikon, kdy se rozhodně postavil herezi ikonoklasmu. Je uctíván jako světec katolickou a pravoslavnou církví a jeho památka připadá na 12. květen.

## Život před nástupem na konstantinopolský patriarchální stolec
Patriarcha Germanos I. Konstantinopolský se narodil někdy mezi lety 633 a 640 jako syn patricia Justiniana, jemuž byly během vlády imperátora Herakleia (610–641) svěřena důležitá politická jednání. Když se moci chopil Konstantin IV. Pogonatos (668–685), byl Justinianovi zabaven majetek, protože podpořil arménského uzurpátora byzantského trůnu Mecetia proti Konstantinovu otci Konstantu II., a nakonec byl popraven. Po smrti Konstanta II., který byl roku 668 zabit v Syrakusách na Sicílii, se nechal Mecentius prohlásit vojskem za císaře a skutečně se na necelý rok ujal vlády na Sicílii jako vzdorocísař. Zanedlouho byl však dovlečen do Konstantinopole, kde jej Konstantin IV. nechal popravit. 
Při té příležitosti nechal tentýž imperátor v roce 668 nebo 669 vykastrovat Germana a to i přes věk, ve kterém se tento zásah běžně nekonal. Nato byl Germanos přičleněn ke kněžím, kteří sloužili při chrámu Hagia Sofia v císařské metropoli, a kolem roku 678 se stal jejich hlavou, primiceriem (πριμικήριος).
Z podnětu imperátora Justiniána II. (685–695, 705–711) se stal metropolitou v Kyziku (řec. Κύζικος, lat. Cyzicus); rok jeho zvolení bohužel neznáme. Účastnil se také koncilu, který svolal monotheletistický císař Flippikos Bardanes (711–713). Tento koncil odsoudil šestý ekumenický, tedy třetí konstantinopolský, sněm (681) a Germanos, spolu s patriarchou Janem VI. a Ondřejem Krétským, toto rozhodnutí podepsal, čímž podpořil herezi monotheletismu. Poté, co byl Bardanes zbaven moci, se všichni ihned navrátili k ortodoxii. Bardanes si totiž svým netolerantním přístupem (prohlášení monotheletismu za jedinou pravou víru), ale i rozmařilým způsobem života, nadělal dost nepřátel jak na půdě církevní (papež, mnozí biskupové), tak té světské. Vše nakonec vyvrcholilo vojenským povstáním v červnu roku 713, kdy část vojska imperátora svrhla, oslepila jej a na jeho místo nastoupil Anastasios II. 
Období Anastasiovy vlády (731–715) nebylo vůbec poklidné. V říši postupem času vrcholilo napětí a nespokojenost, které se ještě vyostřily mnoha vojenskými neúspěchy, ale i okázalou imperátorovou marnotratností. Když se Anastasios dověděl, že se Arabové chystají po moři zaútočit na samotné hlavní město říše, snažil se jim v tom ze všech sil zabránit a na ostrově Rhodu nechal soustředit byzantskou flotilu. Vojáci se ovšem vzbouřili a Anastasia sesadili. Anastasios následně strávil několik let v klášteře v Konstantinopoli. V roce 721 byl popraven za pokus o vzpouru proti Leonu III. 
Ačkoliv Anastasios pravděpodobně nebyl nijak zvlášť úspěšným imperátorem, přesto významně zasáhl do života Germana Konstantinopolského. Nejdříve zrušil nařízení svého předchůdce Filipika Bardana, že monotheletismus je jediná pravá víra, a navrátil se k ortodoxii. Ke konci jeho vlády se pak Germanos stal patriarchou, což se jistě neobešlo bez jeho přímého zásahu. 
Po Anastasiově sesazení nastoupil na římský (byzantský) trůn Theodosios III. (715–717), který byl ale zanedlouho, 23. března roku 717, donucen abdikovat ve prospěch Konona, který přijal jméno Leon III. (Lev III).

## Patriarcha konstantinopolský
Germanos byl známý kazatel, učitel i vykladač Písma svatého a navíc velmi aktivní v církevním i politickém dění. Nepřekvapí tedy, že byl zvolen na stolec hlavního města Říše. 11. srpna se 715 Germanos i přes svůj pokročilý věk ujal služby konstantinopolského patriarchy. Ihned po svém nástupu (715 nebo 716) svolal koncil, jehož se účastnilo asi sto biskupů, a definitivně odsoudil herezi monotheletismu. Politická situace za tehdejšího císaře Anastasia II. (713–715) nebyla vůbec jednoduchá. I přes politický rozměr své funkce se Germanos pokusil především o jednotu církví. Patriarchovi obzvláště záleželo na znovunavázání vztahů s arménskou monofyzitskou církví. Tato snaha ovšem vyšla naprázdno. 
O Vánocích roku 718 pokřtil budoucího císaře Konstantina V., o němž prameny uvádějí, že se vykálel na křtitelnici. Zděšený Germanos měl předpovědět, že Konstantin v budoucnu způsobí křesťanskému lidu obrovské škody. Je pravdou, že Konstantinovi se říkalo Koprónymos (Κοπρώνυμος), neboli „Konstantin, nazývaný Lejno“. 

## Období (prvního) ikonoklasmu
Během Germanova patriarchátu a vlády Lva III. zažila Konstantinopol nebezpečný atak muslimů, kteří obléhali město. Chtěli zde, v centru křesťanského císařství, vybudovat své hlavní město. Někdy mezi léty 717 a 718 se konalo slavnostní procesí městem s vystaveným obrazem Matky Boží a s relikvií Svatého kříže. Obyvatelé Konstantinopole tímto způsobem prosili Boha, aby se jim podařilo ubránit město. A metropole byla skutečně ochráněna. Místní lid v této skutečnosti spatřoval Boží zásah a ochranu Panny Marie. Patriarcha Germanos byl stejného názoru, imperátor však nikoliv. 
I když se zpočátku císař Lev III. choval k patriarchovi s úctou, od roku 726 Germanos trpěl ústrky ze strany císaře, díky němuž zavládlo v říši ikonoklastické období. Ikonoklastické či obrazoborecké hnutí se snažilo vymýtit náboženské umění. Lev III. propagoval ikonoklasmus a ediktem ze 17. ledna 730 nařídil, aby byly z chrámů odstraněny a následně zničeny všechny obrazy. Ikony představovaly pro věřící důležitý prvek každodenní náboženské praxe, takže jejich zákaz znamenal opravdový zásah do jejich života. Nutno podotknout, že uctívání obrazů občas přerostlo do nezdravých rozměrů a dnes bychom hovořili o modloslužbě. 
Byl to právě Germanos, kdo se jako první ohradil proti jejich odmítání a svou teologickou pozici vysvětlil ve třech dopisech zaslaných biskupům Janu ze Sinady, Konstantinu z Nakolie a Tomáši z Klaudiopole. Germanova novost tkví v tom, že téma ikon vkládá do celkového pohledu na svět, na život i na křesťanskou spiritualitu, kde obrazy hrají důležitou roli, neboť skrze spiritualitu můžeme lépe uchopit smysl obrazů, jež nám zároveň umožňují hlouběji pochopit křesťanskou spiritualitu. 
Germanos navíc přichází s dalším zásadním argumentem. Odmítnout ikony znamená podle patriarchy odmítnutí nauky o vtělení Božího Syna. Germanos učil, že na obraze je vyobrazena nezaměnitelná lidská podoba Krista. Tento jeho postoj se stane rozhodujícím v následující teologické diskuzi ohledně svatých obrazů. Na ikoně je totiž nejen vyobrazena nezaměnitelná podoba Krista, ale jedná o zobrazení Krista, jakožto božsko-lidské osoby.  
Patriarcha vidí dále ikony či malby v kostelech jako pedagogický nástroj, podobně jako mnozí otcové. To, co je Písmo svaté pro, ty kdo umí číst, jsou svaté obrazy pro ty, kdo číst neumí. 
Názor ikonoklastického hnutí, který sdílel imperátor Lev III. i jeho syn a nástupce na trůnu Konstantin V., byl dokonce přijat roku 754 koncilem v Hierei. Tento koncil nadto odsoudil tři rozhodné obránce svatých obrazů, Jana Damašského, Jiřího z Kypru a právě Germana Konstantinopolského. Závěry tohoto koncilu pak zrušil Druhý (ekumenický) nicejský koncil svolaný císařovnou Irenou roku 787. Přestože se tedy císař Lev III. násilím snažil uctívání ikon vymýtit, nepodařilo se mu tuto tradici církve zničit. 

## Závěr života
Germanos se nehodlal smířit s rozhodnutím Lva III. a, když se ujistil o přízni papeže Řehoře II., tvrdě opatření proti obrazům kritizoval. Odmítl uznat obrazoborectví, aniž by byl svolán ekumenický koncil, který by tuto otázku vyřešil. 
To samozřejmě způsobilo napětí Lvem a Germanem a císař se snažil biskupa co nejrychleji zbavit. Patriarcha byl donucen zříci se svého úřadu po patnácti letech a 17. ledna 730 odešel z Ondřejova stolce. Stal se tak první obětí pronásledování během obrazoboreckého období. Na jeho místo zasedl Anastasios. Tato situace způsobila vyostření už tak napjatých vztahů s Římem. 
Podle některých byzantských historiků se po odchodu z metropole Germanos uchýlil do domu svých rodičů, kde prožil zbytek svého dlouhého života. Podle jiných zdrojů byl k odchodu donucen výhrůžkami a dožil v klášteře. Zemřel pravděpodobně v roce 733 a byl pohřben v klášteře v Choře, jenž se dnes nachází v Istanbulu.
Po smrti jej věřící začali oslavovat jako svatého a dodnes je uctíván katolickou i ortodoxní církví. Jeho svátek připadá na 12. května.

## Dílo Germana Konstantinopolského
Z díla Germana Konstantinopolského se nám toho mnoho nedochovalo, protože jeho značná část byla zničena imperátorem Lvem III. Syrským nebo jinými ikonoklastickými vládci. I přesto si ale můžeme udělat obrázek o patriarchově teologii. V jeho dílech můžeme zahlédnout dva důležité rozměry. Veškerá jeho teologická reflexe, která není nijak inovativní, stojí na Písmu svatém a cílem je pastorační péče. Germanos bezesporu žil v hlubokém spojení s církví, jeho vztah k ní je velmi živý (sentire cum Ecclesia), což se projevuje především ve třech dimenzích: obrana církve proti jejím nepřátelům; jistota, že s pomocí Krista vlastní církev pravdu; starost o Boží lid.
Známá je také patriarchova úcta k Panně Marii. Obnovil například slavnost Akatistos, kterou máme spojenou se slavným hymnem, který opěvuje Bohorodičku, Theotokos. Jeho kázání o Panně Marii, v nichž lze narazit na zajímavé mariologické intuice, se staly zdrojem inspirace na Východě i na Západě. Bylo by ovšem velmi zajímavé hlouběji prostudovat Germanovu nauku o Nejsvětější Trojici.
Germanovo dílo můžeme rozdělit to několika skupin: 
1. Dopisy (Epistulae). Tři dopisy nevalné literární hodnoty zaslané biskupům Janu ze Sinady, Konstantinu z Nakolie a Tomáši z Klaudiopole nás informují o vzniku ikonoklasmu a o opačné pozici Germana. V těchto dopisech narazíme na biblické citace jak ze Starého, tak z Nového Zákona. Odpůrci Germana citují pouze příkazy z Mojžíšova zákona. Čtvrtý list, adresovaný Arménům, se dochoval v latinském a arménském překladu. Germanos v něm vysvětluje arménským monofyzitům dekrety Chalcedonského koncilu a nauku Otců ohledně dvou Kristových přirozeností.
2. Homilie (Kázání). Většina z velkého počtu dochovaných kázání se týkají Panny Marie. Některé z nich ale budou patrně dílem dalších Germanů-patriarchů, protože při tvoření sbírek kázání se k autorům nepřipisovala pořadová čísla. Konstantinopolský patriarcha často hovoří o čistotě Panny Marie, o její úloze prostřednice a přímluvkyně, ale také o jejím vstupu do Chrámu, o Zvěstování či o zesnutí.
3. Traktáty: O herezích a o synodech (De haeresibus et sinodis) věnovaný jáhnu Antimovi. Germanos v něm představuje stručný přehled herezí s jejich představiteli, ale také koncily, které se danou herezí zabývaly. Toto dílo Germanos sepisoval po své abdikaci, kdy neměl k dispozici knihovnu, proto zde můžeme občas najít nepřesnosti. O závěru života (De termino vitae). Jedná se rozhovor mezi křesťanem a racionalistou, kteří diskutují o vyvolení a Boží prozřetelnosti.  Dějiny církve a mystická kontemplace (Historia mystica ecclesiae catholicae). V tomto díle Germanos komentuje symboliku liturgie a nám se tak do rukou dostává důležitý zdroj poznání byzantské bohoslužby. Toto pojednání se nám dochovalo v různých vydáních a jistě do něj bylo několikrát redakčně zasahováno.
4. Hymny. V liturgických knihách východního obřadu se čas od času objeví nějaký hymnus, který složil Germanos. Tato oblast Germanovy tvorby ovšem ještě nebyla řádně prozkoumána.